# Đệ Nhị Đế chế México
Đế quốc México (tiếng Tây Ban Nha: Imperio Mexicano) hay Đệ nhị Đế quốc México (tiếng Tây Ban Nha: Segundo Imperio Mexicano) là tên của México dưới chế độ quân chủ cha truyền con nối giới hạn được tuyên bố bởi Hội đồng Notables vào ngày 10 tháng 7 năm 1863 trong cuộc can thiệp của Pháp lần thứ hai ở México. Nó được tạo ra với sự hỗ trợ của Napoléon III của Pháp, người đã cố gắng thiết lập một quốc gia đồng minh quân chủ ở châu Mỹ. Một cuộc trưng cầu dân ý đã xác nhận Đức Hồng y Ferdinand Maximilian của Nhà Habsburg-Lorraine, là Hoàng đế Maximilian I của México.
Được thúc đẩy bởi giới tinh hoa hùng mạnh và bảo thủ của những "hacendado" của México, với sự hỗ trợ của người Pháp, cũng như từ các triều đình Áo và Bỉ, sự can thiệp đã cố gắng tạo ra một hệ thống quân chủ ở México, vì nó đã hoạt động trong suốt 300 năm vùng đệm của Tân Tây Ban Nha và trong ngắn hạn của triều đại độc lập đế quốc của Hoàng đế Agustin I. Sự hỗ trợ đến chủ yếu từ những người Công giáo bảo thủ, vốn là thời đại đa số ở México, và những phương tiện chính đến từ tầng lớp quý tộc México, nhằm mục đích thúc đẩy sự ổn định. Đế quốc đã kết thúc vào ngày 19 tháng 6 năm 1867, với việc hành quyết Hoàng đế Maximilian I.

## Lịch sử

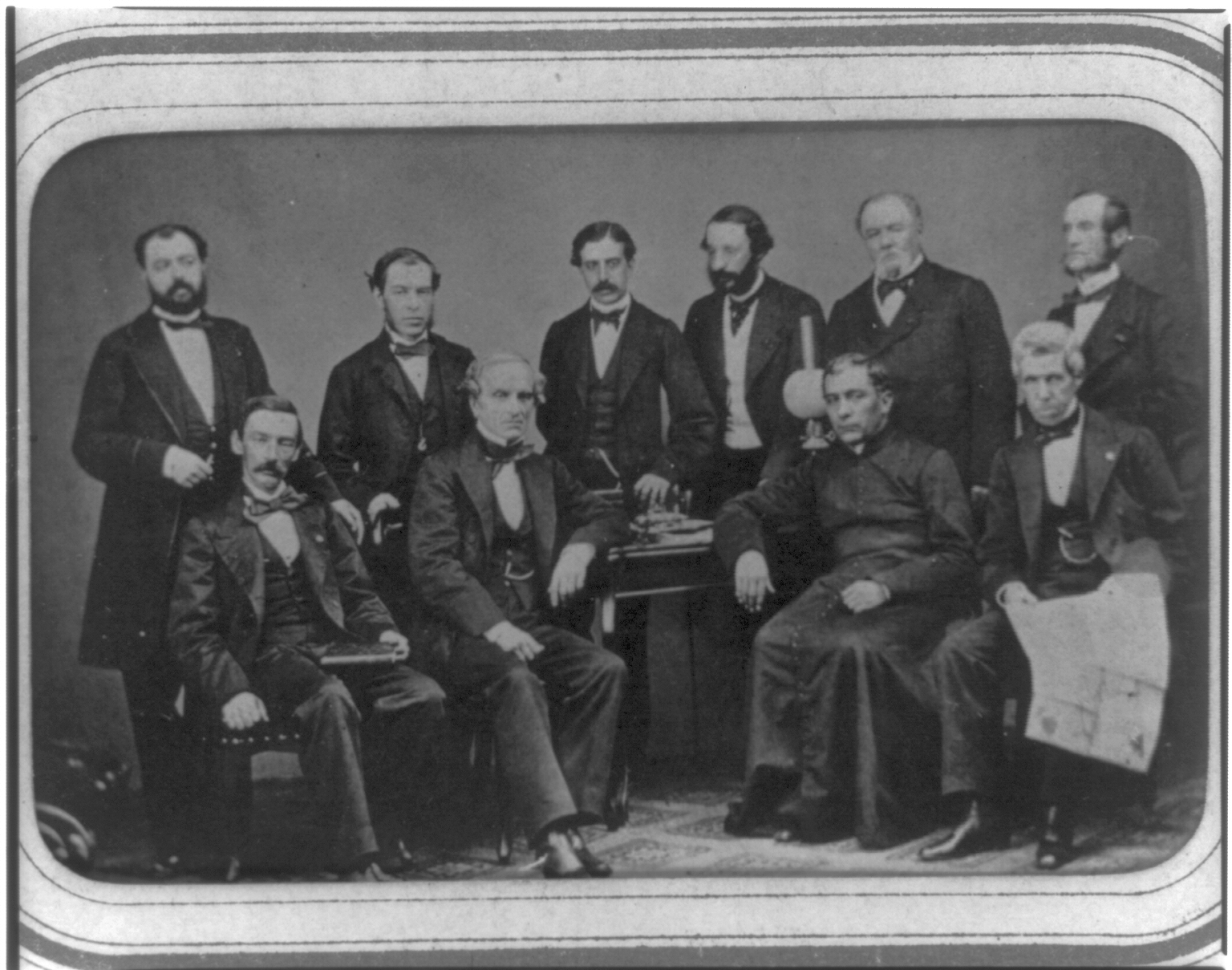
Đoàn đại biểu México

Thời kỳ cai trị của Hoàng đế Maximilian khá mờ nhạt do xung đột liên tục. Khi ông lên ngôi năm 1864, với sự có mặt của vợ mình là Hoàng hậu Carlota của México, con gái của vua Leopold I của Bỉ, ông rơi vào tình trạng cuộc đấu tranh chính trị giữa Đảng bảo thủ đã ủng hộ ông và các đảng Tự do chống đối, đứng đầu là Benito Juárez. Hai phe này đã thiết lập các chính phủ song song: Đảng Bảo thủ ở Thành phố México kiểm soát miền trung México và các đảng Tự do kiểm soát Veracruz. Đảng Bảo thủ đã nhận được tài trợ từ châu Âu, đặc biệt là từ Isabel II của Tây Ban Nha và Napoleon III của Pháp; đảng Tự do đã nhận được sự ủng hộ từ các Tổng thống Hoa Kỳ Abraham Lincoln và Andrew Johnson, sau khi Hoa Kỳ hoàn tất cuộc nội chiến Mỹ vào năm 1865.
Chính phủ Hoa Kỳ xem Hoàng đế Maximilian như một con rối của Pháp, và không xem việc ông trị vì là thể hiện cho ý chí của hầu hết người dân México hay coi ông là nhà lãnh đạo hợp pháp của México. Hoa Kỳ yêu cầu Pháp rút quân, và Pháp tán thành. Vào năm 1867, đế quốc sụp đổ và Maximilian bị hành quyết theo lệnh của Benito Juárez, ở Cerro de las Campanas gần Querétaro.
Maximilian tỏ ra quá tự do đối với những người theo phe bảo thủ, và quá bảo thủ đối với những người theo phe tự do. Ông xem México là vận mệnh của mình và có nhiều đóng góp. Trước khi chết, Maximilian đã nhận làm con nuôi cháu trai của hoàng đế México đầu tiên, Agustín de Iturbide: Agustín de Iturbide y Green và Salvador de Iturbide y Marzán.

## Kinh tế

### Đường sắt
Một trong những thách thức chính mà Hoàng đế gặp phải là thiếu cơ sở hạ tầng đủ để liên kết các phần khác nhau của lãnh thổ. Mục tiêu chính là kết nối cảng Veracruz và thành phố México. Năm 1857, Don Antonio Escandón đảm bảo quyền xây dựng một tuyến từ cảng Veracruz đến thành phố México và tới Thái Bình Dương. Cuộc cách mạng và sự bất ổn về chính trị đã cản trở tiến trình tài trợ hoặc xây dựng tuyến đường cho đến năm 1864, khi dưới chế độ của Hoàng đế Maximilian, Công ty Đường sắt Hoàng gia México bắt đầu xây dựng tuyến đường. Sự lộn xộn về chính trị tiếp tục làm giảm tiến độ, và đoạn đầu tiên từ Veracruz đến thành phố México đã được khánh thành sau chín năm sau ngày 1 tháng 1 năm 1873 bởi Tổng thống Sebastián Lerdo de Tejada.
Năm 1857, chủ sở hữu ban đầu của sự nhượng bộ của chính phủ, Masso Brothers, khánh thành vào ngày 4 tháng 7 dịch vụ tàu hỏa từ Tlatelolco, tại thành phố México, tới thị trấn Guadalupe Hidalgo gần đó. Cuối cùng, họ chạy ra khỏi quỹ và quyết định bán nó cho Manuel Escandón và Antonio Escandón. Eustaquio Brothers tiếp tục làm việc và dự án, và Antonio Escandón đã đến thăm Hoa Kỳ và Anh trong những tháng cuối năm. Tại đất nước đầu tiên, ông thuê Andrew Talcott, và sau đó, ông đã bán cổ phiếu công ty. Thăm dò một tuyến từ Orizaba đến Maltrata được thực hiện bởi các kỹ sư Andrew H. Talcott và Pascual Almazán.
Trong thời gian can thiệp của Pháp, một phần đường sắt bị phá hủy. Chỉ có một lựa chọn là thành lập một hiệp ước giữa quân đội Pháp, và hai công ty của Escandón Brothers. Quân Pháp đã trợ cấp cho các công ty 120.000 franc một tháng cho các công trình, và các công ty này sẽ thành lập dịch vụ từ Veracruz đến Soledad para vào tháng 5, kết thúc vào ngày 15 tháng 8 năm 1862, kết thúc 41 km đường ray. Tiếp theo họ đến trạm Camarón, với chiều dài 62 km. Đến ngày 16 tháng 10 năm 1864, họ đến Paso del Macho với chiều dài 76 km.
Vào ngày 19 tháng 9 năm 1864, Công ty Đường sắt Hoàng gia México (Compañía Limitada del Ferrocarril Imperial Mexicano) được kết hợp tại Luân Đôn để hoàn thành các dự án trước đó và tiếp tục xây dựng trên tuyến này. Escandón nhượng lại đặc quyền của mình cho công ty mới. Smith, Hiệp sĩ và Công ty sau đó đã được ký hợp đồng vào năm 1864 bởi Đường sắt Hoàng gia México để tiếp tục làm việc trên đường từ México đến Veracruz. William Elliot đã được sử dụng như trưởng Trợ lý cho ba năm xây dựng khoảng 70 dặm của phần nặng nhất của đường sắt México, sau đó ông trở về nước Anh. Anh đã có nhiều năm kinh nghiệm xây dựng đường sắt ở Anh, Ấn Độ và Brasil. Ở nước cuối cùng này, ông giữ vị trí Tổng Giám đốc của tỉnh São Paulo.
Maximiliano I đã thuê kỹ sư M Lyons để xây dựng đường từ La Soledad đến Monte del Chiquihuite, sau đó nối đường từ Veracruz đến Paso del Macho. Các tác phẩm bắt đầu ở Maltrata, đồng thời các tác phẩm từ Veracruz và Thành phố México tiếp tục tiến lên. Vào cuối tháng 6 năm 1867, vào cuối tháng 6 năm 1867, Veracruz đến Paso del Macho 76 km (chức năng của Lyons) và đường từ México đến Apizaco với 139 km.

### Ngân hàng
Trước năm 1864, không có ngân hàng tại México. Tín dụng thu được từ các đơn đặt hàng tôn giáo và các guild thương gia. Trong thời gian Pháp can thiệp, chi nhánh của một ngân hàng Anh đã được mở ra. Ngân hàng London của México và Nam Mỹ Ltd đã bắt đầu hoạt động với số vốn hai triệu rưỡi peso. Nó thuộc về Baring Brothers Group, và có trụ sở chính ở góc phố Capuchinas và Lerdo ở thành phố México.

### Ngoại thương
Vào đầu cuộc Nội chiến Hoa Kỳ, thành phố Matamoros chỉ đơn giản là một thị trấn biên giới buồn ngủ trên Rio Grande từ Brownsville. Nó đã, trong nhiều năm, được coi là một cổng, nhưng nó có tương đối ít tàu đến. Trước chiến tranh, các tài khoản nói rằng không có quá sáu tàu tiến vào cảng mỗi năm. Tuy nhiên, trong khoảng bốn năm, Matamoros, do sự gần gũi với Texas, là để giả định nhà nước như một cổng, và nhân dân của mình về số lượng. Sau đây là trích dẫn từ một Liên đoàn Chung năm 1885 mô tả tầm quan trọng của cảng Matamoros:
New York là một trung tâm thương mại và tài chính lớn của Mỹ, cho ăn và mặc quần áo cho cuộc nổi dậy, trang bị và trang bị cho nó những vật liệu chiến tranh và cơ sở lưu thông đặc biệt, gần như đã bị di dời Giấy liên bang... Toàn bộ Chính phủ Liên bang được duy trì bền vững bởi các nguồn lực từ cảng này.

Thương vụ bông đã tập hợp lại ở Bagdad, Tamaulipas và Matamoros trên 20.000 nhà đầu cơ từ Liên hiệp và Liên minh, Anh, Pháp và Đức. Bagdad đã lớn lên từ một thị trấn nhỏ, ven biển đến một "thị trấn đầy cam kết". Dân số nói tiếng Anh trong khu vực vào năm 1864 rất lớn mà Matamoros thậm chí còn có một tờ báo in bằng tiếng Anh Matamoros Morning Call, dịch ra tiếng Việt gọi là "Đánh thức bình minh Matamoros". Ngoài ra, cảng xuất khẩu bông đến Anh và Pháp, nơi hàng triệu người cần nó cho cuộc sống hàng ngày của họ, và có thể nhận được 50 cent / bảng bằng vàng cho bông, khi nó có giá khoảng ba xu trong Liên minh, "và nhận được nhiều tiền hơn cho nó đặt tại New York và các cảng châu Âu." Các nguồn khác đề cập đến rằng cảng Matamoros giao dịch với Luân Đôn, La Habana, Belize và New Orleans. Tuy nhiên, Matamoros và Hiệp định Thương mại thành phố New York vẫn tiếp tục trong suốt chiến tranh và cho đến năm 1864, và nó được coi là "nặng nề và có lợi nhuận".
Vào năm 1865, Matamoros được mô tả là một thị trấn thịnh vượng với 30.000 người, và Lew Wallace thông báo với Tướng Ulysses S. Grant rằng cả Baltimore và New Orleans đều không thể so sánh với hoạt động thương mại ngày càng tăng của Matamoros. Tuy nhiên, sau sự sụp đổ của Liên Bang, "u ám, thất vọng, và tuyệt vọng" trở nên rõ ràng trong Matamoros-thị trường đóng cửa, doanh nghiệp hầu như không còn tồn tại, và tàu bị hiếm thấy. Các dấu hiệu "Bán" bắt đầu mọc lên khắp mọi nơi, và Matamoros trở lại vai trò của một thị trấn biên giới nhỏ ngủ gật trên Rio Grande. Thêm vào đó, cơn bão lớn vào năm 1889 đã phá huỷ cảng cạn kiệt. Cơn bão này cũng là một trong nhiều cơn bão trong thời kỳ những cơn bão tàn phá năm 1870 đến năm 1889, làm giảm dân số Matamoros xuống gần một nửa kích thước của nó, gắn liền với nó một sự xáo trộn kinh tế khác.

## Phân chia lãnh thổ

Các bộ phận của Đế quốc México thứ hai.

Maximilian I muốn tổ chức lại lãnh thổ theo các tiêu chí khoa học, thay vì theo các mối quan hệ lịch sử, các liên minh truyền thống và lợi ích của các nhóm địa phương. Nhiệm vụ thiết kế bộ phận mới này được trao cho Manuel Orozco y Berra (1816-1881).
Nhiệm vụ này được thực hiện theo các tiêu chí sau:
- Acapulco
- Aguascalientes
- Álamos
- Arizona
- Autlán
- Batopilas
- California
- Campeche
- Chiapas
- Chihuahua
- Coahuila
- Coalcomán
- Colima
- Durango
- Ejutla
- El Potosí
- Fresnillo
- Guanajuato
- Guerrero
- Huejuquilla
- Iturbide
- Jalisco
- La Laguna
- Mapimí
- Matamoros
- Matehuala
- Mazatlán
- Michoacán
- Nayarit
- Nazas
- Nuevo León
- Oaxaca
- Puebla
- Querétaro
- Sinaloa
- Sonora
- Tabasco
- Tamaulipas
- Tancítaro
- Tehuantepec
- Teposcolula
- Tlaxcala
- Toluca
- Tula
- Tulancingo
- Tuxpan
- Valle de México
- Veracruz
- Yucatán
- Zacatecas

| Con số  | Tiểu bang       | Tổng dân số | Thủ đô                     | Dân số  | Bề mặt (Sq Leagues) | Pop. Tỉ trọng |
| ------- | --------------- | ----------- | -------------------------- | ------- | ------------------- | ------------- |
| XXL     | Acapulco        | 97,949      | Acapulco                   | 3,000   | 1,965               | 49.85         |
| XXX     | Aguascalientes  | 433,151     | Aguascalientes             | 23,000  | 1,768               | 244.99        |
| XLIV    | Álamos          | 41,041      | Álamos                     | 6,000   | 2,657               | 15.45         |
| XLVI    | Arizona         | 25,603      | Altar                      | 1,000   | 4,852               | 5.28          |
| XXVII   | Autlán          | 82,624      | Autlán                     | 3,000   | 1,394               | 59.27         |
| XLVIII  | Batopilas       | 71,481      | Hidalgo                    | 3,000   | 2,967               | 24.09         |
| L       | California      | 12,420      | La Paz                     | 500     | 8,437               | 1.47          |
| II      | Campeche        | 126,368     | Campeche                   | 15,500  | 2,975               | 42.48         |
| V       | Chiapas         | 157,317     | San Cristóbal de las Casas | 10,500  | 1,871               | 84.08         |
| XLIX    | Chihuahua       | 65,824      | Chihuahua                  | 12,000  | 5,341               | 12.32         |
| XXXVIII | Coahuila        | 63,178      | Saltillo                   | 9,000   | 3,996               | 15.81         |
| XXIV    | Coalcomán       | 96,450      | Coalcomán                  | 3,000   | 993                 | 97.13         |
| XXV     | Colima          | 136,733     | Colima                     | 31,000  | 1,131               | 120.90        |
| XLII    | Durango         | 103,608     | Durango                    | 14,000  | 3,394               | 30.53         |
| VIII    | Ejutla          | 93,675      | Ejutla                     | 7,128   | 1,157               | 80.96         |
| XXXII   | Fresnillo       | 82,860      | Fresnillo                  | 12,000  | 2,299               | 36.04         |
| XXIX    | Guanajuato      | 601,850     | Guanajuato                 | 63,000  | 1,452               | 414.50        |
| XX      | Guerrero        | 124,836     | Chilpancingo               | 3,000   | 1,668               | 74.84         |
| XLVII   | Huejuquilla     | 16,092      | Jiménez                    | 3,000   | 4,479               | 3.59          |
| XVIII   | Iturbide        | 157,619     | Taxco                      | 5,000   | 833                 | 189.22        |
| XXVI    | Jalisco         | 219,987     | Guadalajara                | 70,000  | 1,252               | 175.71        |
| III     | La Laguna       | 47,000      | El Carmen                  | 5,000   | 1,685               | 27.89         |
| XXXIX   | Mapimí          | 6,777       | San Fernando de Rosas      | 1,000   | 4,528               | 1.50          |
| XXXVI   | Matamoros       | 41,000      | Matamoros                  | 41,000  | 2,195               | 18.68         |
| XXXIV   | Matehuala       | 82,427      | Matehuala                  | 3,500   | 2,097               | 39.31         |
| XL      | Mazatlán        | 94,387      | Mazatlán                   | 15,000  | 2,116               | 44.61         |
| XXII    | Michoacán       | 417,378     | Morelia                    | 25,000  | 1,750               | 238.5         |
| XXVIII  | Nayarit         | 78,605      | Acaponeta                  | 2,000   | 1,718               | 45.75         |
| XLIII   | Nazas           | 46,495      | Indeé                      | 5,000   | 3,089               | 15.05         |
| XXXVII  | Nuevo León      | 152,645     | Monterrey                  | 14,000  | 2,379               | 64.16         |
| VII     | Oaxaca          | 235,845     | Oaxaca                     | 25,000  | 1,839               | 128.25        |
| XXXIII  | El Potosí       | 308,116     | San Luis Potosí            | 34,000  | 2,166               | 142.25        |
| XII     | Puebla          | 467,788     | Puebla                     | 75,000  | 1,141               | 409.98        |
| XIX     | Querétaro       | 273,515     | Querétaro                  | 48,000  | 946                 | 289.13        |
| XLI     | Sinaloa         | 82,185      | Culiacán                   | 9,000   | 2,576               | 31.90         |
| XLV     | Sonora          | 80,129      | Ures                       | 7,000   | 4,198               | 19.09         |
| IV      | Tabasco         | 99,930      | San Juan Bautista          | 6,000   | 1,905               | 52.46         |
| XXXV    | Tamaulipas      | 71,470      | Ciudad Victoria            | 6,000   | 1,969               | 36.30         |
| XXIII   | Tancítaro       | 179,100     | Tancítaro                  | 2,000   | 1,194               | 150.00        |
| VI      | Tehuantepec     | 85,275      | El Suchil                  | -       | 1,999               | 42.66         |
| IX      | Teposcolula     | 160,720     | Teposcolula                | 1,200   | 1,352               | 118.88        |
| XIII    | Tlaxcala        | 339,571     | Tlaxcala                   | 4,000   | 1,030               | 329.68        |
| XVII    | Toluca          | 311,853     | Toluca                     | 12,000  | 1,095               | 284.80        |
| XVI     | Tula            | 178,174     | Tula                       | 5,000   | 617                 | 288.77        |
| XV      | Tulancingo      | 266,678     | Tulancingo                 | 6,000   | 1,030               | 258.91        |
| XI      | Tuxpan          | 97,940      | Tuxpan                     | 6,000   | 1,325               | 73.92         |
| XIV     | Valle de México | 481,796     | México                     | 200,000 | 410                 | 1,175.11      |
| X       | Veracruz        | 265,159     | Veracruz                   | 10,000  | 2,119               | 125.13        |
| I       | Yucatán         | 263,547     | Mérida                     | 24,000  | 4,902               | 53.76         |
| XXXI    | Zacatecas       | 192,823     | Zacatecas                  | 16,000  | 1,785               | 108.02        |
|         | Đế quốc México  | 8,218,994   | México                     | 200,000 | 114,036             | 72.07         |

## Di sản văn hóa
Ngày nay, Đệ Nhị Đế quốc México được ủng hộ bởi các nhóm nhỏ bên phải như Mặt trận Quốc gia của México, những người theo tín ngưỡng cho rằng Đế quốc là một nỗ lực chính đáng để đưa México khỏi sự bá quyền của Hoa Kỳ. Họ được báo cáo để tập hợp hàng năm tại Queretaro, nơi mà Maximilian và các tướng của ông đã bị hành quyết.

## Trong văn hoá đại chúng
Bộ phim Two Mules for Sister Sara năm 1970 được đặt tại México trong những năm của Đệ Nhị Đế quốc México. Hai nhân vật chính, do Clint Eastwood và Shirley MacLaine, đã hỗ trợ một lực lượng kháng chiến México và cuối cùng dẫn họ đánh bại một lực lượng của quân đội Pháp.
Bộ phim The Undefeated năm 1969 với sự tham gia của John Wayne và Rock Hudsonư đã miêu tả các sự kiện trong thời gian Pháp can thiệp ở México và cũng dựa trên việc thoát khỏi Liên minh Hợp nhất Sterling Price sang México sau Nội chiến Hoa Kỳ và nỗ lực của ông để gia nhập lực lượng của Maximilian.
Bộ phim Major Dundee năm 1965 với sự tham gia của Charlton Heston và Richard Harris đã cho thấy đoàn k Union binh của Liên minh (được bổ sung bởi Galvanized Yankees) băng qua México và chiến đấu với các lực lượng Pháp vào cuối cuộc nội chiến Hoa Kỳ.
Bộ phim năm 1954 Vera Cruz cũng được đặt tại México và có một sự xuất hiện của Maximilian có một cuộc thi bắn súng mục tiêu với Gary Cooper và nhân vật Burt Lancaster tại lâu đài Chapultepec. Maximilian được George Macready chơi, người năm 54 tuổi hơn hai mươi năm so với Hoàng Đế năm 1866.
Bộ phim năm 1939 Juarez đã giới thiệu Paul Muni trong vai Benito Juárez, Bette Davis trong vai Hoàng hậu Carlota, và Brian Aherne trong vai Hoàng đế Maximilian. Nó dựa trên một phần của cuốn tiểu thuyết The Phantom Crown của Bertita Harding (1937).
Trong Southern Victory Series do Harry Turtledove, Đế quốc của Maximilian sống sót sau những biến động của những năm 1860 vào thế kỷ 20 do các quốc gia liên minh chiến thắng nổi lên trong cuộc chiến chống lại nước Mỹ trong "Chiến tranh ly khai"; do đó, Hoa Kỳ trở nên quá yếu đuối và không muốn gây sức ép lên nhà cầm quyền của Maximilian để đầu hàng để nổi loạn và tan rã. Nó chiến đấu bên cạnh các quốc gia Liên bang chống lại Hoa Kỳ trong các năm 1881-1882, 1914-1917 và 1941-1944 và trải qua một cuộc nội chiến trong những năm giữa những năm giữa những người cộng hòa và nhà Habsburg, các nhà bảo thủ. Năm 1881, nó đã bán các tỉnh phía bắc của mình là Sonora và Chihuahua cho Confederacy và năm 1944, nó đã mất tỉnh Bata của nó ở ngoại ô sau Bờ biển Hoa Kỳ sau Thế chiến II.
Cuốn tiểu thuyết năm 1990 The Difference Engine, đồng tác giả của William Gibson và Bruce Stirling, được đặt vào một năm 1855 thay thế, trong đó thời gian phân chia năm 1824 với sự hoàn thành của Charles Babbage của động cơ khác biệt. Một hệ quả là sự chiếm đóng của México bởi đế quốc Pháp thứ hai với Napoléon III là vị hoàng đế trên thực tế thay vì việc lắp đặt Hoàng đế Maxillian.
Trong văn hóa đại chúng México, đã có vở opera xà phòng như El Carruaje (1967), kịch, phim, và tiểu thuyết lịch sử như Fernando del Paso với tiểu thuyết Noticias del Imperio (1987). Tiểu sử, hồi kí, và tiểu thuyết đã được xuất bản từ những năm 1860, và trong số gần đây nhất là Hoàng tử Michael của The Empress of Farewells của Hy Lạp, có sẵn bằng nhiều ngôn ngữ khác nhau.